# Паннонский университет
Панно́нский университе́т (до 1 марта 2006 года: Веспремский университет, венг. Pannon Egyetem (PE), Veszprémi Egyetem) — университет, расположенный в венгерском городе Веспрем. Был основан в 1949 году и сегодня состоит из пяти факультетов: искусства и гуманитарных наук, инженерного, сельского хозяйства, экономики и информационных технологий.

## История
Паннонский университет был основан в 1949 году. Сначала он являлся региональным факультетом Будапештского технического университета. В 1951 году он стал независимым образовательным учреждением и получил имя «Университет химического машиностроения Веспрема». В 1991 году университет был переименован в «Университет Веспрема».
Первоначально университет предлагал своим студентам курсы по четырём направлениям химической технологии: технология нефти и угля, электрохимическая промышленность, химическая технология неорганического сырья и химия силикатов. С середины 1960-х годов два курса — «ядерная химия и технология» и «управление технологическими процессами и системная инженерия» — стали частью учебной программы химической инженерии в Веспреме.
Изменяющиеся и растущие требования, предъявляемые к выпускникам, стали причиной того, что университет постоянно реформировал и реструктуризовал свою образовательную деятельность. В результате этого в программу были введены новые курсы: агрохимия (в 1970 году), управление химической инженерией (в 1973), преподавание иностранного языка на продвинутом уровне (в 1983) и методы измерения (в 1984). Процессы реструктуризации ускорились в первые несколько лет XXI века, что привело к обновлению и расширению образовательного профиля университета.
В ответ на растущий спрос со стороны общества и экономики Венгрии на специалистов в области компьютерной техники, а также благодаря внешней финансовой поддержке, в университете была создана образовательная инфраструктура для курсов информационных технологий и автоматизации. В результате растущей открытости страны потребность в учителях иностранных языков также значительно возросла. В ответ на это «требование времени», университет представил ряд новых курсов: курс повышения квалификации учителей английского языка, а затем — преподавателей немецкого и французского языков.
Сегодня Паннонский университет предоставляет возможность получать образование филологам (по специальности «венгерский язык и литература»), а также — в области театральных наук. Католические теологи начали учиться в университете — занятия проходят на региональном факультете Теологического колледжа. Одновременно были созданы факультет повышения квалификации преподавателей (в настоящее время — факультет искусств) и инженерный факультет. 1 сентября 2003 года были созданы два новых факультета: экономический факультет и факультет информационных технологий. Каждый год в Паннонском университете проводятся национальные и международные научные конференции, которые укрепляют международную репутацию ВУЗа.

## Аспирантура
В 1959 году в университете была впервые присуждена степень кандидата наук — с тех пор их было присуждено более чем семистам исследователям. В период с 1985 по 1996 год кандидатские дипломы получили 149 человек. Обучение по западному аналогу (Ph.D.) началось в 1993 году по химической специальности и в области экологии. Затем к ним добавились специальности в области информационных технологий, лингвистики и педагогики. С 2001 года «докторские» (Ph.D.) программы существуют по восьми основным дисциплинам университета.

## Мероприятия для студентов
На базе университета проводится ряд мероприятий для студентов: дни университета, «олимпийские игры» и регата на местном озере.

## Кампус
Каждое из зданий, относящихся к университету, отдано под один из департаментов или факультетов:
- Здание A — первое здание университета; сегодня здесь находятся помещения для преподавателей, аудитории и дирекция университет; также в нём располагается часть факультета экономики; интерьер корпуса был полностью обновлён в 2011 году
- Здание B — университетский зал, секретариат ректора и ряд других исполнительных органов ВУЗа; аудитории
- Здание C — химические лаборатории
- Здание D — департамент минеральных ресурсов и технологический институт угля
- Здание E — основной корпус Института прикладной лингвистики; камерный (малый) зал на первом этаже
- Здание F — основной корпус Департамента переработки нефти, угля и горючих сланцев
- Здание I — самое высокое здание университета разместило в себе IT-лабораторию и компьютерные комнаты; основной корпус Факультета информационных технологий
- Здание J — центральная мастерская, с основным технологическим оборудованием, и лаборатория научно-исследовательского центра химико-технологический институт
- Здание K — книжный магазин университет; основной корпус Института английского языка и исследования США
- Здание L — Институт немецкого языка
- Здание М — университетская библиотека и центр переподготовки кадров
- Здание N — основной корпус Отдела физики и Департамента театральные наук
- Здание О — основной корпус Департамента общественные науки и европейских исследований;
- Здание P — кафедра органической химии
- Университетская столовая и ресторан находятся в отдельном здании
- При университете есть собственный стадион